# ونگورنگک
ونگورنگک (به لاتین: Węgornik) یک روستا در لهستان است که در گمینا پلیس واقع شده‌است.